# Drummond Cemetery
Drummond Cemetery is een Britse militaire begraafplaats met gesneuvelden uit de Eerste Wereldoorlog en gelegen in de Franse gemeente Raillencourt-Sainte-Olle (Noorderdepartement). 
De begraafplaats werd ontworpen door Wilfred Von Berg en ligt in het veld aan de Chemin des Vignes, ruim 460 m ten noorden van het centrum (gemeentehuis). Ze heeft een rechthoekig grondplan met een oppervlakte van 313 m² en wordt omsloten door een natuurstenen muur afgedekt met witte boordstenen. Vanaf de weg leidt een pad van circa 20 m naar een enkelvoudig metalen toegangshek. Het Cross of Sacrifice staat tegenover de toegang op een hoger plateau bij de noordelijke muur. De begraafplaats wordt onderhouden door de Commonwealth War Graves Commission.
De begraafplaats werd in oktober 1918 door het Canadian Corps aangelegd en werd genoemd naar J.R. Drummond, luitenant bij de Royal Air Force, die hier als eerste begraven werd. Op de begraafplaats liggen 88 graven van het Gemenebest en drie Duitse graven. 
Onder de geïdentificeerde slachtoffers zijn er 78 Canadezen, 6 Britten en 1 Duitser. Zij sneuvelden tussen 27 september en 18 oktober 1918.

## Onderscheiden militairen
Vijf Canadese militairen werden onderscheiden met de Military Medal:
- sergeant-majoor George Taylor Aitken, sergeant Henry George Sivertz, korporaal Wesley Garrod en de soldaten William Theodore Caswell en Joseph Ernest Pilkington.